# Паула Бадоса
Паула Бадоса-Жиберт (кат. Paula Badosa Gibert)  — іспанська тенісистка, чемпіонка Ролан-Ґарроса серед дівчат. Свій перший титул WTA виграла на Serbia Open 2021.
Вважає несправедливим рішення організаторів Вімблдона щодо тенісистів Росії та Білорусі, через що закінчилася її дружба з українкою Мартою Костюк.

## Особисте життя
Паула Бадоса народилася на Мангеттені в родині Міреї Жиберт і Хосепа Бадоси. Її батьки працювали у світі моди. Вони переїхали до Барселони, коли їй було сім років. Саме тоді вона почала грати в теніс у клубі Playa de Aro. У 14 років перебралася до Валенсії, щоби продовжити успіхи в грі. У 17 років повернулася до Барселони.
Розмовляє іспанською, каталанською та англійською мовами, знає трішки французьку, чотири роки навчалася дистанційно у виші. Її ідол — Марія Шарапова. Її улюблений турнір US Open. Вона вболіває за Барсу. У дитинстві вона мріяла стати моделлю. У неї буває депресія та приступи тривоги.

## Фінали турнірів WTA

### Одиночний розряд: 4 титули
| Результат | В–П | Дата     | Турнір                          | Категорія | Поверхня | Супротивниця       | Рахунок                 |
| --------- | --- | -------- | ------------------------------- | --------- | -------- | ------------------ | ----------------------- |
| Перемога  | 1–0 | Тра 2021 | Belgrade Open, Сербія           | WTA 250   | Ґрунт    | Ана Конюх          | 6–2, 2–0, прип.         |
| Перемога  | 2–0 | Жов 2021 | Indian Wells Open, США          | WTA 1000  | Тверде   | Вікторія Азаренко  | 7–6(7–5), 2–6, 7–6(7–2) |
| Перемога  | 3–0 | Січ 2022 | Sydney International, Австралія | WTA 500   | Тверде   | Барбора Крейчикова | 6–3, 4–6, 7–6(7–4)      |
| Перемога  | 4–0 | Сер 2024 | Washington Open, США            | WTA 500   | Тверде   | Маріє Боузкова     | 6–1, 4–6, 6–4           |

## Юнацькі фінали турнірів Великого шолома
| Результат | Рік  | Турнір      | Поверхня | Супротивниця    | Рахунок  |
| --------- | ---- | ----------- | -------- | --------------- | -------- |
| Перемога  | 2015 | French Open | Ґрунт    | Ганна Калінська | 6–3, 6–3 |